# Patrycja Noga
Patrycja Noga (ur. 13 kwietnia 1994 w Gdańsku) – polska piłkarka ręczna, grająca na pozycji kołowej.

## Życiorys
Jest wychowanką klubu UKS Conrad Gdańsk, następnie występowała w UKS PCM KOŚCIERZYNA. W 2013 roku została zawodniczką SPR Pogoń Baltica Szczecin, w barwach której święciła największe sukcesy.
W 2016 wystąpiła na Akademickich Mistrzostwach Świata w piłce ręcznej kobiet, zdobywając brązowy medal.
Po wycofaniu się z rozgrywek Pogoni Szczecin w sezonie 2019/2020 zawodniczka postanowiła kontynuować karierę w Zagłębiu Lubin. Od sezonu 2022/2023 zawodniczka reprezentuje barwy MKS Lublin.

## Sukcesy

### SPR Pogoń Szczecin
- Mistrzostwa Polski:
  -  2016
  -  2015
- Puchar Polski:
  -  2016, 2018, 2019
  -  2014, 2015
- Challenge Cup:
  -  2015, 2019
- Akademickie mistrzostwa świata w piłce ręcznej:
  -  2016

### MKS Zagłębie Lubin
- Mistrzostwa Polski:
  -  2021, 2022
  -  2020
- Puchar Polski:
  -  2021
  -  2022